# 呼吸するピアノ
『呼吸するピアノ』（こきゅうするピアノ）は、日本の女性アイドル・松井咲子のスタジオ・アルバム。松井が所属している女性アイドルグループ・AKB48からのソロデビューアルバムとして、2012年10月3日にポニーキャニオンから発売された。
AKB48からのソロデビューは、板野友美・前田敦子・岩佐美咲・指原莉乃・渡辺麻友に続き、6人目となる。全曲ピアノインストゥルメンタルでかつアルバムでのデビューは今作品が初となる。
音楽監修は作曲家の服部隆之が担当し、書き下ろし曲の作曲も手掛けた。
アルバムは、CDにDVDが付属している形態とCDのみの形態の2種類がリリースされた。特典として、2種類とも初回生産分にはイベント参加券およびプレミアム・イベント参加抽選券が封入されている。
アルバムのジャケットはGoogle+上において展開されている部活動「AKB48美術部」メンバーの作品が起用された。DVDが付属している形態のジャケットは佐藤夏希によるイラスト、CDのみの形態は石田晴香のディレクションによる写真となっている。
キャッチコピーは、「ピアノは、君より饒舌だ」。

## チャート成績
2012年10月15日付オリコン週間アルバムチャートにおいて、初登場で10位にランクインした。これにより、ピアニストによるデビュー作としては史上初となる初登場でのTOP10入りを達成した。デビュー作以外の初登場でのピアニストのTOP10入りは、西村由紀江（『101回目のプロポーズ』・1991年8月19日付で最高位3位を記録）以来21年1か月ぶり史上2人目で、ピアニストのTOP10入りは辻井伸行（『debut』・2009年6月29日付で最高位2位を記録）に続く、3年3か月ぶりの史上3人目の達成。

## 収録トラック
CDの収録曲は種類によらず共通。
| #   | タイトル                                                  | 作詞 | 作曲             | 編曲     | 時間 |
| --- | --------------------------------------------------------- | ---- | ---------------- | -------- | ---- |
| 1.  | 「心の譜面」                                              |      | 服部隆之         | 服部隆之 | 3:19 |
| 2.  | 「会いたかった」                                          |      | BOUNCEBACK       | 服部隆之 | 5:05 |
| 3.  | 「フライングゲット」                                      |      | すみだしんや     | 服部隆之 | 4:00 |
| 4.  | 「歌う血液〜宇津井健の加圧トレーニングのテーマ〜」        |      | 服部隆之         | 服部隆之 | 5:19 |
| 5.  | 「Everyday、カチューシャ」                                |      | 井上ヨシマサ     | 川崎太郎 | 6:18 |
| 6.  | 「魂の移動〜ぐぐたす民のテーマ〜」                        |      | 服部隆之         | 服部隆之 | 4:00 |
| 7.  | 「Beginner」                                              |      | 井上ヨシマサ     | 川崎太郎 | 4:10 |
| 8.  | 「ポニーテールとシュシュ」                                |      | 多田慎也         | 服部隆之 | 4:06 |
| 9.  | 「ヘビーローテーション」                                  |      | 山崎燿           | 服部隆之 | 4:34 |
| 10. | 「桜の木になろう」                                        |      | 横健介           | 服部隆之 | 5:53 |
| 11. | 「W.A.モーツァルト ピアノソナタ第18番K.576ニ長調第1楽章」 |      | W.A.モーツァルト |          | 6:04 |

| #  | タイトル                                                       | 作詞 | 作曲・編曲 |
| -- | -------------------------------------------------------------- | ---- | ---------- |
| 1. | 「魂の移動〜ぐぐたす民のテーマ〜 Music Video」                 |      |            |
| 2. | 「特典映像「歌う血液〜宇津井健の加圧トレーニングのテーマ〜」」 |      |            |
| 3. | 「メイキング映像」                                             |      |            |